# Blotting
Als Blotting oder Blotten bezeichnet man in der Molekularbiologie ein Verfahren zum Transfer von Molekülen wie DNA, RNA oder Proteine auf eine Membran. Der Name leitet sich aus dem englischen „to blot“ (klecksen, beflecken, mit Löschpapier abtupfen) ab, was auf die Vorgehensweise anspielt. Das Lehrbuch Der Experimentator beschreibt das Blotting als den „Versuch, etwas, das man zuvor in einem Gel elektrophoretisch getrennt hat, dauerhaft auf einer Membran zu fixieren“.
Edwin Southern führte 1975 die Blotting-Technik für DNA ein, die als Southern Blot bezeichnet wird. In Anlehnung an seinen Namen wurden die später von George R. Stark entwickelten Blotting-Techniken für RNA als Northern Blot und für Proteine als Western Blot bezeichnet. Darüber hinaus existieren Southwestern-Blotting für DNA-Protein-, Northwestern-Blotting für RNA-Protein- und Far-Western-Blotting für Protein-Protein-Interaktionsanalysen.

## Gemeinsames Prinzip
Das zu untersuchende Material (DNA, RNA oder Proteine) wird mittels Gelelektrophorese getrennt. Anschließend wird es auf eine Blotmembran (ein Filter, beispielsweise aus Nitrozellulose, Nylon, PVDF oder Glasfaser) übertragen (das eigentliche Blotting) und dort irreversibel fixiert. Im nächsten Schritt wird meist ein Antikörper oder eine radioaktiv markierte Sonde (eine Gensonde bei Nukleinsäuren, eine Immunfärbung bei Proteinen) hinzugefügt. Gensonden bleiben nur an der gesuchten Sequenz haften (Hybridisierung). Die ungebundenen Sonden werden abgewaschen und der Filter auf einen Röntgenfilm gelegt, der durch die Chemolumineszenz oder Autoradiographie belichtet wird und so die Ergebnisse der Elektrophorese anzeigt.